# Płatkownica
Płatkownica – wieś w Polsce położona w województwie mazowieckim, w powiecie węgrowskim, w gminie Sadowne. Ma status sołectwa. 
Wieś królewska położona była w drugiej połowie XVI wieku w powiecie kamienieckim ziemi nurskiej województwa mazowieckiego. Za Królestwa Polskiego istniała gmina Płatkownica. W latach 1975–1998 miejscowość administracyjnie należała do województwa siedleckiego.
Pierwsza wzmianka o wiosce pochodzi z 1456 roku kiedy to odwiedzili ją książęta mazowieccy Ziemowit IV i Włodzisław II. Była ona wówczas własnością Piastów mazowieckich. Niemniej sama wioska jak jest znacznie starsza, a ślady osadnictwa sięgają starożytności. W roku 1969 efektem prac archeologicznych odkryto szczątki naczyń glinianych z okresu rzymskiego (w tym samym roku w oddalonej o 7 km wsi Rażny odkryto ślady cmentarzyska z okresu rzymskiego). W roku 1526 po wygaśnięciu linii rodowej piastów mazowieckich Płatkownica weszła w skład dóbr królewskich. W roku 1564 we wsi mieszkało około 50 rodzin z czego 45 to chłopi, 1 rodzina wójta, 2 rodziny karczmarzy z czego jedna z karczm miała prawo do warzenia piwa, do dziś w zaroślach w okolicy w której znajdowała się karczma można znaleźć dziko rosnące pnącza chmielu. Na łodzi zacumowanej na Bugu, dziedziczny młynarz, Wojciech Broda prowadził młyn na podstawie przywileju książęcego. We wsi odbywał się również przewóz łodzią przez rzekę, który przynosił dochody skarbowi królewskiemu. Wiele wskazuje na to że we wsi znajdował się również bród. W okresie tym na Płatkownicy uprawiano 20 włók ziemi ornej (około 336-340 hektarów)
| Wyszczególnienie | 1763 | 1775 | 1827 | 1890 | 1921 | 1944 | 1950 | 1967 | 2002 | 2011 |
| ---------------- | ---- | ---- | ---- | ---- | ---- | ---- | ---- | ---- | ---- | ---- |
| Mieszkańcy       | 178  | 214  | 460  | 543  | 572  | 293  | 326  | 389  | 282  | 237  |
| Domy             | bd   | bd   | 72   | bd   | bd   | 69   | bd   | 84   | 105  | bd   |

Wierni kościoła rzymskokatolickiego należą do parafii św. Jana Chrzciciela w Sadownem.